# Nuova Zelanda ai XXI Giochi olimpici invernali
La Nuova Zelanda ha partecipato ai XXI Giochi olimpici invernali di Vancouver, che si sono svolti dal 12 al 28 febbraio 2010, con una delegazione di 16 atleti.

## Biathlon
| Gara              | Atleta       | Penalità    | Tempo d'arrivo | Posizione |
| ----------------- | ------------ | ----------- | -------------- | --------- |
| 7,5 km sprint     | Sarah Murphy | 3 (2+1)     | 23'49"7        | 82        |
| 15 km individuale | Sarah Murphy | 6 (1+2+0+3) | 52'54"9        | 82        |

## Freestyle
| Gara                | Atleta         | Qualificazioni | Qualificazioni | Ottavi | Quarti | Semifinali | Finale |
| ------------------- | -------------- | -------------- | -------------- | ------ | ------ | ---------- | ------ |
| Ski cross femminile | Michelle Greig | 1'22"52        | 30             | 4      |        |            |        |

## Pattinaggio di velocità
| Gara   | Atleta       | Tempo   | Posizione |
| ------ | ------------ | ------- | --------- |
| 5000 m | Shane Dobbin | 6'33"39 | 17        |

## Sci alpino
| Gara    | Atleta      | 1° manche  | 2° manche  | Tempo totale | Posizione  |
| ------- | ----------- | ---------- | ---------- | ------------ | ---------- |
| Gigante | Ben Griffin | non finito |            |              |            |
| Super-g | Tim Cafe    | 1'35"55    | 1'35"55    | 1'35"55      | 38         |
| Super-g | Ben Griffin | non finito | non finito | non finito   | non finito |

## Sci di fondo
| Gara                        | Atleta    | Tempo d'arrivo | Posizione   |
| --------------------------- | --------- | -------------- | ----------- |
| 15 km a tecnica libera      | Ben Koons | non partito    | non partito |
| 30 km inseguimento          | Ben Koons | doppiato       | 56          |
| 50 km con partenza in linea | Ben Koons | 2h 21'53"9     | 46          |

| Gara                   | Atleta           | Tempo d'arrivo | Posizione   |
| ---------------------- | ---------------- | -------------- | ----------- |
| 10 km a tecnica libera | Katherine Calder | 28'50"9        | 63          |
| 15 km inseguimento     | Katherine Calder | non partita    | non partita |

| Gara        | Atleta           | Qualificazioni | Qualificazioni | Quarti di finale | Quarti di finale | Semifinali | Semifinali | Finale | Finale    |
| Gara        | Atleta           | Tempo          | Pos.           | Tempo            | Pos.             | Tempo      | Pos.       | Tempo  | Posizione |
| ----------- | ---------------- | -------------- | -------------- | ---------------- | ---------------- | ---------- | ---------- | ------ | --------- |
| Individuale | Katherine Calder | 4'03"11        | 47             |                  |                  |            |            |        |           |

## Short track
| Gara   | Atleta           | Batterie | Batterie | Quarti di finale | Quarti di finale | Semifinali | Semifinali | Finale | Finale |
| Gara   | Atleta           | Tempo    | Pos.     | Tempo            | Pos.             | Tempo      | Pos.       | Tempo  | Pos.   |
| ------ | ---------------- | -------- | -------- | ---------------- | ---------------- | ---------- | ---------- | ------ | ------ |
| 500 m  | Blake Skjellerup | 42"510   | 3        |                  |                  |            |            |        |        |
| 1000 m | Blake Skjellerup | 1'27"875 | 2        | 1'27"374         | 4                |            |            |        |        |
| 1500 m | Blake Skjellerup |          |          | 2'14"730         | 5                |            |            |        |        |

## Skeleton
| Gara              | Atleta            | Manche 1 | Manche 2 | Manche 3    | Manche 4 | Totale  | Posizione |
| ----------------- | ----------------- | -------- | -------- | ----------- | -------- | ------- | --------- |
| Singolo maschile  | Iain Roberts      | 55"21    | 57"58    | non partito | -        | -       | -         |
| Singolo maschile  | Ben Sandford      | 53"11    | 53"32    | 52"90       | 53"26    | 3'32"59 | 11        |
| Singolo femminile | Tionette Stoddard | 55"85    | 55"93    | 55"02       | 54"89    | 3'41"69 | 14        |

## Snowboard
| Gara               | Atleta           | Qualificazioni | Qualificazioni | Semifinali | Semifinali | Finale    | Finale    |
| Gara               | Atleta           | Punteggio      | Pos.           | Punteggio  | Pos.       | Punteggio | Posizione |
| ------------------ | ---------------- | -------------- | -------------- | ---------- | ---------- | --------- | --------- |
| Halfpipe maschile  | Mitchell Brown   | 18,4           | 18             |            |            |           |           |
| Halfpipe maschile  | James Hamilton   | 28,0           | 10             |            |            |           |           |
| Halfpipe femminile | Juliane Bray     | 17,8           | 24             |            |            |           |           |
| Halfpipe femminile | Kendall Brown    | 29,5           | 16             | 33,3       | 9          |           |           |
| Halfpipe femminile | Rebecca Sinclair | 23,7           | 21             |            |            |           |           |